# Chrzanówek
Chrzanówek es un pueblo de Polonia, en Mazovia.  Se encuentra en el distrito (Gmina) de Opinogóra Górna, perteneciente al condado (Powiat) de Ciechanów. Se encuentra aproximadamente a 5 km al suroeste de Opinogóra Górna, 3 km al noreste de Ciechanów, y a 77 km  al norte de Varsovia. Su población es de 140 habitantes.
Entre 1975 y 1998 perteneció al voivodato de Ciechanów.